# Route 25 (Île-du-Prince-Édouard)
La Route 25 est une route secondaire de 18 km (11,2 mi) dans le centre de l'Île-du-Prince-Édouard. Son terminus sud est à l'intersection avec la route 2 à Marshfield et son terminus nord est à la jonction avec Gulf Shore Parkway East à Stanhope.

## Intersections majeures
| Comté                   | Ville       | km    | Destinations                                                             | Notes                                      |
| ----------------------- | ----------- | ----- | ------------------------------------------------------------------------ | ------------------------------------------ |
| Queens                  | Marshfield  | 0,00  | Route 2 – Charlottetown, Souris                                          |                                            |
| Queens                  | York        | 5,30  | Route 220 (Hardy Mill Road / Pleasant Grove Road)                        |                                            |
| Queens                  | North Shore | 10,50 | Route 25A nord – West Covehead                                           | Terminus sud de la Route 25A               |
| Queens                  | Covehead    | 11,70 | Route 6 ouest – Brackley                                                 | Terminus sud du multiplex avec la Route 6  |
| Queens                  | Stanhope    | 13,60 | Route 6 est – Grand Tracadie, Bedford                                    | Terminus nord du multiplex avec la Route 6 |
| Queens                  | Stanhope    | 18,00 | Gulf Shore Parkway East dans le Parc national de l'Île-du-Prince-Édouard |                                            |
| - Terminus de multiplex |             |       |                                                                          |                                            |

## Route 25A
La Route 25A, aussi connue comme West Covehead Road, est la route auxiliaire de la route 25. Elle parcourt 1,8 kilomètres (1,1 mi) depuis la route 25 à North Shore jusqu'à la route 6 à Covehead. La route 25A est une route non-indiquée.